# Међузонски турнири у шаху
Међузонски турнири у шаху — део система такмичења ФИДЕ светског првенства у шаху. Одобрен на 18. Конгресу ФИДЕ (Хаг, 1947). Први турнир је одржан 1948 и, последњи 1993 год.
Списак учесника формиран је према резултатима на зонским турнирима ФИДЕ. 
Број учесника који после међузонских турнира наставља даље такмичење у систему светског првенства у шаху, мењали су се неколико пута: према резултатима 1. и 2. међузонског турнира, турнири кандидата су укључивали по 5 првопласираних, од 3. до 9. међузонског турнира, од 4 до 6 првопласираних године 1973-79. 1987, 3 првопласирана на сваком међузонском турниру, 1982-84, 2 првопласирана, а 1985 4 првопласирана.

## Међузонски турнири 1948 — 1970
| № | Год  | Град (ови)             | Победник (ци)                                       |
| - | ---- | ---------------------- | --------------------------------------------------- |
| 1 | 1948 | Салтсјобаден           | Давид Бронштајн                                     |
| 2 | 1952 | Салтсјобаден, Стокхолм | Александар Котов                                    |
| 3 | 1955 | Гетеборг               | Давид Бронштајн                                     |
| 4 | 1958 | Порторож               | Михаил Таљ                                          |
| 5 | 1962 | Стокхолм               | Роберт Фишер                                        |
| 6 | 1964 | Амстердам              | Василиј Смислов Бент Ларсен Михаил Таљ Борис Спаски |
| 7 | 1967 | Сус                    | Бент Ларсен                                         |
| 8 | 1970 | Палма де Маљорка       | Роберт Фишер                                        |

## Међузонски турнири 1973 — 1979
| №  | Год  | Град (ови)     | Победник (ци)                                |
| -- | ---- | -------------- | -------------------------------------------- |
| 9  | 1973 | Петрополис     | Енрике Мекинг                                |
| 9  |      | Лењинград      | Анатолиј Карпов Виктор Корчној               |
| 10 | 1976 | Манила         | Енрике Мекинг                                |
| 10 |      | Бил/Бјен       | Ларсен, Бент                                 |
| 11 | 1979 | Рио де Жанеиро | Тигран Петросијан Лајош Портиш Роберт Хибнер |
| 11 |      | Рига           | Михаил Таљ                                   |

## Међузонски турнири 1982 — 1987
| №  | Год  | Град (ови) | Победник (ци)                         |
| -- | ---- | ---------- | ------------------------------------- |
| 12 | 1982 | Лас Палмас | Золтан Рибли                          |
| 12 |      | Толука     | Лајош портиш Еугенио Торе             |
| 12 |      | Москва     | Гари Каспаров                         |
| 13 | 1985 | Тунис      | Артур Јусупов                         |
| 13 |      | Таско      | Јан Тиман                             |
| 13 |      | Бил/Бјен   | Рафаел Вагањан                        |
| 14 | 1987 | Суботица   | Ђула Сакс Најџел Шорт Џонатан Спилман |
| 14 |      | Сирак      | Валериј Салов Јохан Хјартарсон        |
| 14 |      | Загреб     | Виктор Корчној                        |

## Међузонски турнири 1990 — 1993
| №  | Год  | Град (ови) | Победник (ци)                 |
| -- | ---- | ---------- | ----------------------------- |
| 15 | 1990 | Манила     | Борис Гељфанд Василиј Иванчук |
| 16 | 1993 | Бил/Бјен   | Борис Гељфанд                 |